# Barbacenia mantiqueirae
Barbacenia mantiqueirae är en enhjärtbladig växtart som beskrevs av Goethart och Johannes Jan Theodoor Henrard. Barbacenia mantiqueirae ingår i släktet Barbacenia och familjen Velloziaceae. Inga underarter finns listade.